# Свято-Петро-Павлівська церква (Петрівка)
Свято-Петро-Павлівська церква — кам'яна церква з елементами неоготики, яка розташована у с. Петрівка (Бобровицький район), Бобровицького району, Чернігівської області.

## Історія
Петропавлівська церква зведена у 1838 р. Церква в плані має прямокутну форму. Спочатку був побудований трьохдільний основний обсяг, а в сер. XIX ст. прибудували західний притвор і двоярусну дзвіницю, увінчану мавританським куполом. У 1895 р. під керівництвом архітектора О. Ягна в притворі Петропавлівської церкви встановили хори у вигляді балкона, які спиралися на дві колони. У 1930 р. був зруйнований верхній ярус дзвіниці, який у 1950 р. відновили у вигляді дерев'яного четверика з куполом.

## Архітектура
Будівля церкви відрізняється планувальною структурою, що досить характерно для українських парафіяльних храмів. Однак, виділяються архітектурні форми раннього історизму, а також стилістичний перехід від пізнього класицизму до романтизму. В архітектурі Петропавлівської церкви наявні елементи неоготики.
Три ділянки є однакової ширини і з'єднані досить широкими напівциркульними арками. В інтер'єрі проглядається поздовжньоосьова орієнтація внутрішнього простору. Аттик завершується округлим, широким декоративним куполом у мавританському стилі. Вікна мають витягнуті пропорції і розташовуються в стрілчастих нішах.